# 金德尔布吕克
金德尔布吕克（德語：Kindelbrück，發音：[ˈkɪndl̩ˌbʁʏk] ⓘ）是德国图林根州瑟默达县的市镇，面积64.65平方千米，2023年12月31日人口为3,941人。2019年1月1日，市镇比尔青斯莱本、弗勒姆施泰特和坎纳武夫并入金德尔布吕克。2023年1月1日，市镇里特根并入金德尔布吕克。